# موشيهيمي-ساما
موشيهيمي-ساما (باليابانية: 虫姫さま؛ يترجم كـ « الأميرة الحشرة » حرفياً) هي لعبة فيديو من تطوير شركة كايف اليابانية ونشر شركة تايتو. ظهرت أولاً على صندوق الألعاب في 2004، ولاحقاً صدرت على نظام البلاي ستيشن 2 في 2005. هذه اللعبة متوفرة في اليابان فقط.